# Yosef Garfinkel

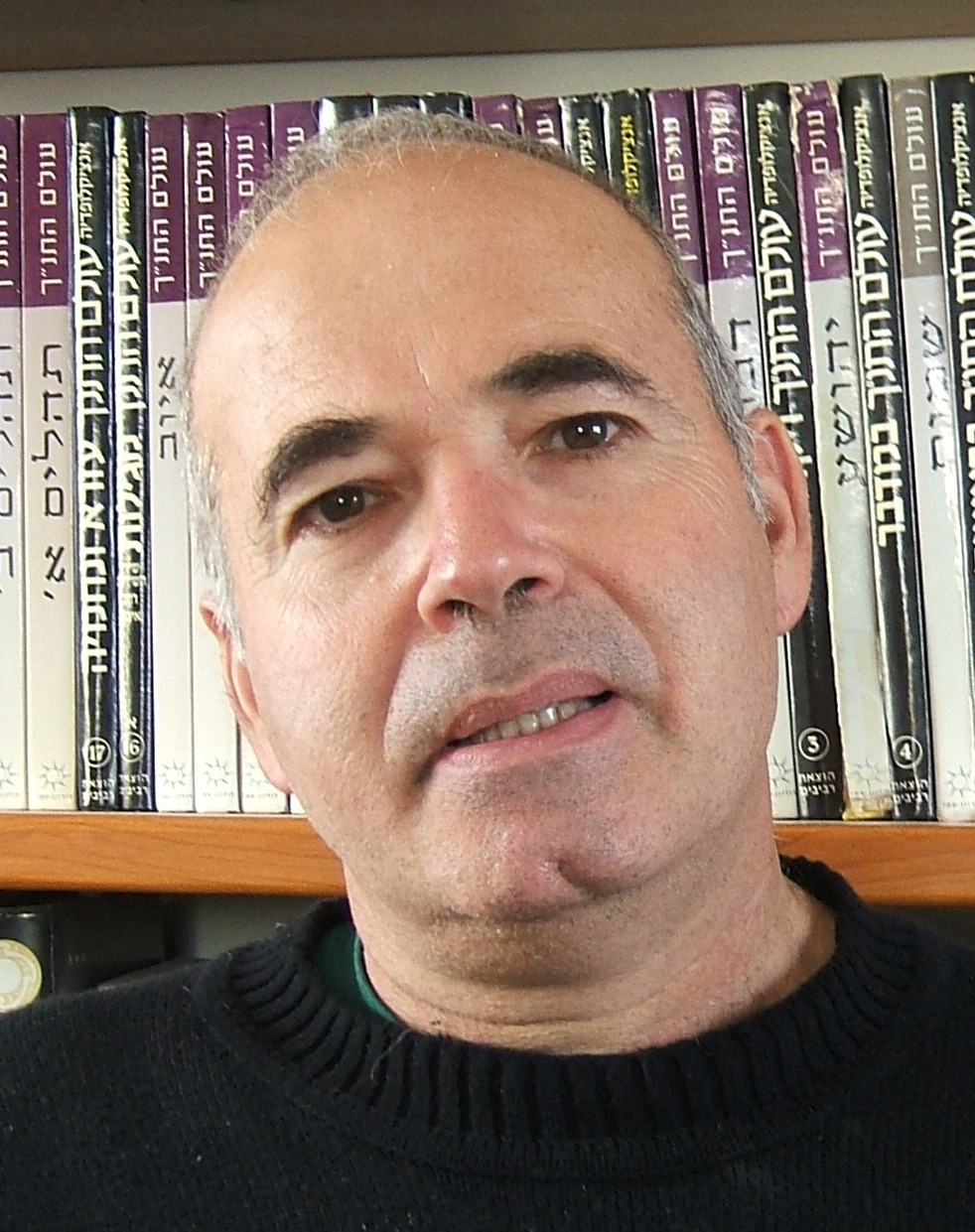
Yosef Garfinkel

Yosef Garfinkel (hebräisch: יוסף גרפינקל; geboren am 23. Juli 1956 in Haifa) ist ein israelischer Archäologe. Er ist Professor für Prähistorische und Biblische Archäologie an der Hebräischen Universität von Jerusalem.

## Leben
Yosef (Yossi) Garfinkel wurde 1956 in Haifa geboren. Von 1975 bis 1978 diente er in der israelischen Armee. Er studierte an der Hebräischen Universität und schloss 1981 mit einem Bachelor (BA) in Geographie und Archäologie, 1987 mit einem Master (MA) in Prähistorie und biblischer Archäologie ab und wurde 1991 promoviert (PhD).
Garfinkel ist Kurator des Museums der Jarmuk-Kultur im Kibbutz Sha'ar HaGolan. Garfinkel ist auf die protohistorische Ära des Nahen Ostens spezialisiert, den Zeitraum, in dem die frühesten Dorfgemeinschaften der Welt entstanden und die Landwirtschaft ihren Anfang nahm. Er hat zahlreiche neolithische und chalkolithische Stätten ausgegraben, darunter Gesher, Yiftahel, das neolithische Ashkelon, Sha'ar HaGolan, Tel 'Ali und Tel Tsaf.
Im Jahr 2007 begann er mit Ausgrabungen in der befestigten Stadt Khirbet Qeiyafa. Dieser Ort wird auf das frühe 10. Jahrhundert v. Chr. datiert, die Zeit des biblischen Königs David. In der Grabungssaison 2008 wurde eine Inschrift entdeckt, die mit Tinte auf einer Tonscherbe in einer vermutlich frühalphabetischen/proto-phönizischen Schrift geschrieben war. Es könnte sich um die früheste hebräische Inschrift handeln, die je gefunden wurde, obwohl die tatsächliche Sprache der Inschrift noch umstritten ist.

## Ausgrabungen
- Tel Lachish
- Khirbet Qeiyafa
- Tel Tsaf: 2004 (Survey), 2006 (erste Grabungskampagne)
- Sha'ar HaGolan
- Yiftahel
- Jungsteinzeitliches Ashkelon
- Gesher

## Publikationen
- 1992. The Pottery Assemblages of Sha'ar HaGolan and Rabah Stages from Munhata (Israel). Paris: Association Paléorient.
- 1995. Human and Animal Figurines of Munhata, Israel. Paris: Association Paléorient.
- 1999. Neolithic and Chalcolithic Pottery of the Southern Levant. (= Qedem 39). Jerusalem: Institute of Archaeology, Hebrew University.
- mit M. Miller. 2002. Sha'ar HaGolan Vol 1. Neolithic Art in Context. Oxford: Oxbow.
- 2003. Dance at the Dawn of Agriculture. Austin: Texas University Press.
- 2004. The Goddess of Sha'ar HaGolan. Excavations at a Neolithic Site in Israel. Jerusalem: Israel Exploration Society
- mit  D. Dag. 2006. Gesher: A Pre-Pottery Neolithic A Site in the Central Jordan Valley, Israel. A Final Report. Berlin: Ex Oriente.
- mit S. Cohen. 2007. The Early Middle Bronze Cemetery of Gesher. Final Excavation Report (= AASOR 62). Boston: American Schools of Oriental Research.
- mit  D. Dag. 2008 Neolithic Ashkelon (= Qedem 47). Jerusalem: Institute of Archaeology, Hebrew University.
- mit O. Bar-Yosef 2008. The Prehistory of Israel. Human Cultures before Writing. Jerusalem: Ariel (Hebrew).
- Yosef Garfinkel, Saar Ganor, Michael Hasel: In the Footsteps of King David: Revelations from an Ancient Biblical City. first Auflage. Thames & Hudson, 2018, ISBN 978-0-500-05201-3 (englisch).